# Panagiótis Kanellópulos
Panagiótis Kanellópulos (Pátras, 13 de dezembro de 1902 — Atenas, 11 de setembro de 1986) foi um político da Grécia. Ocupou o cargo de primeiro-ministro da Grécia.